# Даскал Господин
Костадин Мутафчиев, известен като Даскал Господин, е български учител и духовник, деец на Българското възраждане в Източна Македония.

## Биография
Роден е около 1800 година в град Неврокоп, който тогава е в Османската империя, днес Гоце Делчев, България. В 1832 година заминава за Ниш, където се установява, а по-късно учи и работи в Галац. В 1840 година се връща в родния си град и отваря мутафчийница и училище, в което преподава на български език писане и смятане и същевременно е църковен певец в църквата „Успение Богородично“. Преследван от гръцките духовни и от османските власти. До смъртта си в 1860 година е учител в Неврокоп. Повечето негови ученици са от селата, но има и такива отпаднали от градското гръцко училище, „поради боя и непонятната наука“. Негови възпитаници са възрожденските учители Ангел Иванов, Никола Мандушев и други.
Името „Даскал Господин“ носи улица в град Гоце Делчев.